# CAS (音楽制作)
CASは音楽制作集団。
2007年から活動を始めている。
Aki-zo、Rala、yucco、TsukinoUsagiの4つの名前がCD「Dear Girl -Stories-」 神谷浩史+小野大輔にクレジットされていることから、メンバーは4名であると思われる。

## 概要
主にゲームやラジオ番組CDの主題歌、挿入歌、BGMなどの作曲・編曲を手がけている。ポップスからジャズ、クラシック系までレパートリーは幅広い。
CASというチーム名が何の略称なのか、また読み方自体も「キャス」と読むのが正しいのか「カス」と読むのが正しいのかも不明である。
CDではドワンゴ関連のレーベルの作・編曲がメインであり、ニコニコ動画上の番組「@tunes第二部」のオーディション通過者の曲も作・編曲していることからドワンゴ関連の制作集団であることは間違いない。
ネット上も含めたメディアへの露出が全く無いため、謎に包まれた音楽制作集団と言える。

## ディスコグラフィ

### アニメ
ペンギン娘はぁと
- BGM

### ゲーム
恋夏 〜れんげ〜
- テーマソング「Forget-me-not 〜想いの彼方へ〜」

作詞：tororo・miru／作曲・編曲：CAS／歌：miru
- 4章エンディング「アナベル・リーに憧れて」

作詞：一石楠耳／作曲・編曲：CAS／歌：遊女

### CD
恋夏 〜ボーカルアルバム〜
- Forget-me-not 〜想いの彼方へ〜

作詞：tororo・miru／作曲・編曲：CAS／歌：miru
- アナベル・リーに憧れて

作詞：一石楠耳／作曲・編曲：CAS／歌：遊女
RADIOアニメロミックス 憂鬱なバンビ〜Summer Girls〜
- 憂鬱なバンビ 〜Summer Girls〜

作詞：奥井雅美／作曲・編曲：CAS／歌：ラジアニ feat. 新谷良子＋後藤邑子
- 2人は親友!!

作詞：吉原じゅんぺい／作曲・編曲：CAS　
- みんなの音頭

作詞：有森聡美／作曲・編曲：CAS
恋のDice☆教えて　
- トキメキラメキ

作詞・作曲：Cy-Rim rev.／編曲：CAS
Dear Girl -Stories- 神谷浩史＋小野大輔
- キエナイオモイ 〜Dear Letter〜

作詞：古屋真　作曲・編曲：CAS
- DIRTY AGENT

作詞：古屋真　作曲・編曲：CAS
- Durian Trans Mix

作曲・編曲：CAS
CircusLand I-ボーカルアルバム-
- またね （BOUNUS TRACK）

作詞・作曲：miru／編曲：CAS／歌：miru
PetaBits・ウィンター・セレクションVol.1
- 白き願い

作詞：ダナ／作曲・編曲：CAS／歌：ダナ
- Sweet Days

作詞：aine／作曲・編曲：CAS／歌：aine
- Orion

作詞：miru／作曲：MASA／編曲：CAS／歌：miru
- Girl's X'mas

作詞：miru／作曲・編曲：CAS／歌：全員
恋のロイヤル☆ストレートフラッシュ
- ω色ミ☆ 〜mo mo iro Shooting Star〜

作詞・作曲：Cy-Rim rev. ／編曲：CAS

### DVD
ねこ鍋
- BGM